# Don Griffith
Donald "Don" Griffith (1918 - 1987) était un artiste de layout américain ayant travaillé aux Studios Disney.

## Biographie
Il entre aux Studios Disney dans les années 1940 comme artiste de layout pour le film Victoire dans les airs (1943).
Il a participé à la plupart des grands classiques qui suivirent.
Il a pris sa retraite en 1984.

## Filmographie
- 1943 : Victoire dans les airs
- 1947 : Le Dilemme de Donald
- 1947 : Donald et les Grands Espaces (Wide Open Spaces)
- 1948 : Les Tracas de Donald (Drip Dippy Donald)
- 1948 : Le Procès de Donald (The Trial of Donald Duck)
- 1948 : Voix de rêve
- 1948 : Mélodie Cocktail
- 1948 : Danny, le petit mouton noir
- 1950 : Cendrillon
- 1951 : Alice au pays des merveilles
- 1952 : Susie, le petit coupé bleu
- 1953 : Peter Pan
- 1955 : La Belle et le Clochard
- 1959 : La Belle au bois dormant
- 1961 : Les 101 Dalmatiens
- 1961 : Donald and the Wheel
- 1963 : Merlin l'Enchanteur
- 1964 : Mary Poppins
- 1967 : Le Livre de la jungle
- 1970 : Les Aristochats
- 1971 : L'Apprentie sorcière
- 1973 : Robin des Bois
- 1977 : Les Aventures de Bernard et Bianca
- 1977 : Les Aventures de Winnie l'ourson
- 1981 : Rox et Rouky
- 1983 : Le Noël de Mickey (scénario)
- 1985 : Taram et le Chaudron magique